# Edgars Masaļskis
Edgars Masaļskis (* 31. března 1980 Riga) je bývalý lotyšský lední hokejista, brankář s levým držením hole. Čtyřikrát reprezentoval Lotyšsko na zimních olympijských hrách a patnáctkrát na mistrovstvích světa. Naposledy nastupoval za klub Lada Toljatti působící v KHL.

## Hráčská kariéra
- 1996-1997 HK Riga 2000
- 1997-1998 HK Riga 2000
- 1998-1999 Metalurgs Liepaja EEHL
- 1999-2000 Metalurgs Liepaja EEHL
- 2000-2001 Metalurgs Liepaja EEHL
- 2001-2002 Metalurgs Liepaja EEHL
- 2002-2003 Mörrums GoIS (Švédsko) , HK Sibir Novosibirsk (Rusko), Metalurgs Liepaja (Bělorusko)
- 2003-2004 HK Riga 2000 EEHL
- 2004-2005 HC Energie Karlovy Vary, HC Dukla Jihlava, IHC KOMTERM Písek (Česko)
- 2005-2006 Něfťanik Almetěvsk (Rusko)
- 2006-2007 EHC Freiburg (Německo)
- 2007-2008 Metallurg Žlobin (Bělorusko)
- 2008-2009 Dinamo Riga KHL, EV Duisburg (Německo)
- 2009-2010 Dinamo Riga KHL
- 2010-2011 HC Jugra Chanty-Mansijsk KHL
- 2011-2012 HC Jugra Chanty-Mansijsk KHL
- 2012-2013 HC Jugra Chanty-Mansijsk KHL
- 2013-2014 HK SKP Poprad (Slovensko)
- 2014-2015 Dinamo Riga (KHL), HC Ambrì-Piotta NLA (Švýcarsko)
- 2015-2016 HC Lada Togliatti (KHL)
- 2016-2017 HC Lada Togliatti (KHL)

## Reprezentační kariéra
S Lotyšskou reprezentací se zúčastnil už 15 mistrovství světa (2002, 2003, 2004, 2005, 2006, 2007, 2008, 2009, 2010, 2011, 2012, 2013, 2014, 2015, 2016) 4 olympijských her (2002, 2006, 2010, 2014).

## Galerie
- Masalskis v dresu německého týmu Füchse Duisburg
- Momentka z rozbruslení před zápasem na MS 2015
- Masalskis během zápasu Lotyšsko - Švédsko na MS 2015